# Josef Derbl
Josef Derbl (* 2. Februar 1875 in Brünn; † 5. Oktober 1925 in Wien) war ein österreichischer Politiker (SDAP) und Bauarbeiter. Er war von 1919 bis 1921 Abgeordneter zum Landtag von Niederösterreich.
Derbl besuchte fünf Klassen einer Volksschule, wechselte danach für ein Jahr an eine Bürgerschule und besuchten zwei Klassen eines Fortbildungskurs an der Staatsgewerbeschule in Brünn. Er erlernte den Beruf des Maurers und war lokalpolitisch als Bezirksrat in Wien-Brigittenau tätig. Er vertrat die Sozialdemokratische Arbeiterpartei zudem vom 20. Mai 1919 bis zum 11. Mai 1921 im Niederösterreichischen Landtag, wobei er ab dem 10. November 1920 im Zuge der Trennungsphase Wiens von Niederösterreich der Kurie Wien angehörte und ab dem 30. Dezember 1920 Wiener Delegierter war.